# فكتور باتورين
فكتور باتورين (بالروسية: Виктор Николаевич Батурин)‏ هو ملحن ومنتج أسطوانات روسي، ولد في 2 أكتوبر 1956 في موسكو في روسيا.